# Дыба, Василе
Васи́ле Ды́ба (рум. Vasile Dîba; 24 июля 1954, Журиловка, Тулча — февраль 2024, Бухарест) — румынский гребец на байдарках, олимпийский чемпион 1976 года, многократный чемпион мира.

## Карьера
На Олимпийских играх 1976 года Василе выиграл золотую и бронзовую медаль в гребле на байдарках-одиночках на 500 и 1000 метров. На следующей Олимпиаде Дыба завоевал бронзу в гребле на 500 метров и серебро в гребле на байдарках-четвёрках на 1000 метров вместе с Михаем Зафиу, Йоном Джантэ и Никушором Ешану. На Играх 1984 года Дыба на 500 и 1000 метров стал 4-м и 7-м.
Пятикратный чемпион мира.

## Награды
- Орден «За спортивные заслуги» I степени (2004)[3]
- Орден Труда I степени (1976)[4]